# Fruit miracle
El fruit miracle, Synsepalum dulcificum, fa baies que quan s'ingereixen fan que productes àcids, com per exemple les llimones, tinguin gust dolç. Aquest efect el produeix la substància activa dels seus fruits anomenada miraculina la qual es fa servir comercialment com edulcorant. En anglès el nom comú miracle berry (baia miracle) el comparteix aquesta planta amb Gymnema sylvestre i Thaumatococcus daniellii, que també alteren la percepció del que és dolç. A l'Àfrica occidental, d'on és originària aquesta espècie, rep els noms de agbayun, taami, asaa, i ledidi.
Synsepalum dulcificum pertany a la família sapotàcia la mateixa de l'arbre Manilkara chicle que proporciona el xiclet ancestral.
La baia en si té poc contingut de sucre.

## Història
Aquest fruit s'ha utilitzat a Àfrica occidental com a mínim des del segle xviii quan l'explorador europeu Chevalier des Marchais, l'any 1725 va informar del seu ús alimentari.

## Descripció
La planta és un arbust de fulla persistent de fins a 6 m d'alt, quan creix silvestre. les fulles fan de 5 a 10 cm de llarg i 2 a 4 cm d'ample i són glabres pel revers. Les flors són marrons i els fruits són vermells d'un 2 cm de llarg. Cada fruit té una sola llavor.

## Cultiu

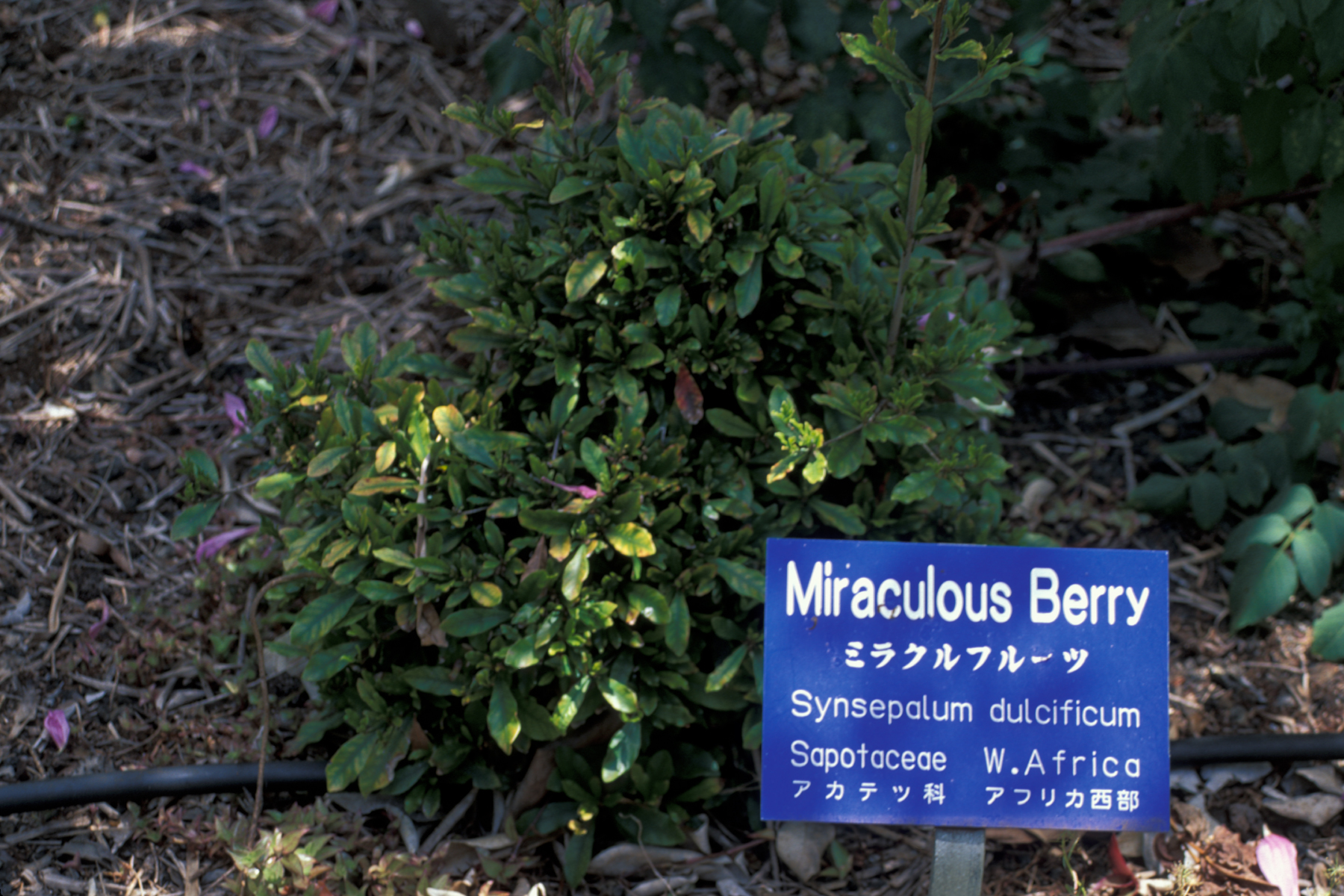
Espècimen petit en un jardí botànic

La planta creix millor en sòls de pH àcid (4,5 a 5,8) i sense gelades amb ombra parcial i alta humitat. Fa fruits en uns 3 o 4 anys després de la germinació i produeix dues collites per any després del final de l'estació humida.
Actualment es cultiva a Ghana, Puerto Rico, Taiwan, i sud de Florida
Actualment la miraculina també es produeix en tomàqueres transgèniques.

## Usos
En l'Àfrica occidental tropical es fa servir per endolcir el vi de palma. Històricament s'ha fet servir per millorar el gust del pa de moresc.

Al Japó el fruit miracle és popular entre els diabètics i els que estan sota dieta.